# Доротеє Шнайдер
Доротеє Шнайдер  (нім. Dorothee Schneider, 17 лютого 1969) — німецька вершниця, олімпійська чемпіонка та медалістка. Виступала на конях Diva Royal, Showtime FRH.

## Виступи на Олімпіадах
| Олімпіада   | Дисципліна        | Місце |
| ----------- | ----------------- | ----- |
| Лондон 2012 | виїздка, особисті | 7     |
| Лондон 2012 | виїздка, командні | 2     |
| Ріо 2016    | виїздка, командні | 1     |

## Зовнішні посилання
- Досьє на sport.references.com [Архівовано 15 грудня 2012 у Wayback Machine.]